# Championnats du monde jeunes de tennis de table
Les Championnats du monde jeunes de tennis de table sont une compétition annuelle de tennis de table pour les jeunes pongistes.
Elle regroupe deux catégories, les junior qui correspondent aux moins de 19 ans et les cadet qui correspondent aux moins de 15 ans. Cette dernière a été ajoutée en 2021. La catégorie junior qui correspondait aux moins de 18 ans est passée moins de 19 ans à cette même date.
Elle est organisée par la Fédération Internationale du Tennis de Table depuis 2003.
Le Championnat consiste en cinq épreuves :
- Simples Garçons
- Simples Filles
- Doubles Garçons
- Doubles Filles
- Doubles Mixtes

Le palmarès est indiqué dans le tableau ci-dessous.

## Palmarès junior
| N° | Année | Lieu              | Pays           | Par équipe                     | Par équipe                     | Simples                        | Simples                        | Doubles                                       | Doubles                        | Doubles                        |
| N° | Année | Lieu              | Pays           | Garçons                        | Filles                         | Garçons                        | Filles                         | Garçons                                       | Filles                         | Mixtes                         |
| -- | ----- | ----------------- | -------------- | ------------------------------ | ------------------------------ | ------------------------------ | ------------------------------ | --------------------------------------------- | ------------------------------ | ------------------------------ |
| 22 | 2024  | Helsingborg       | Suède          | Chine                          | Corée du Sud                   | Huang Youzheng                 | Annett Kaufmann                | Huang Youzheng Wen Ruibo                      | Zong Geman Qin Yuxuan          | Huang Youzheng Zong Geman      |
| 21 | 2023  | Nova Gorica       | Slovénie       | Chine                          | Chine                          | Lin Shidong                    | Kuai Man                       | Lin Shidong Wen Ruibo                         | Kuai Man Xu Yi                 | Lin Shidong Kuai Man           |
| 20 | 2022  | Tunis             | Tunisie        | Chine                          | Chine                          | Lin Shidong                    | Miyuu Kihara                   | Lin Shidong Chen Yuanyu                       | Miyuu Kihara Miwa Harimoto     | Lin Shidong Kuai Man           |
| 19 | 2021  | Vila Nova de Gaia | Portugal       | Chine                          | Chine                          | Xiang Peng                     | Kuai Man                       | Maksim Grebnev (de) Vladimir Sidorenko (ru)   | Kuai Man Wu Yangchen           | Hiroto Shinozuka Miyuu Kihara  |
| 18 | 2020  | Guimarães         | Portugal       | Annulés à cause de la pandémie | Annulés à cause de la pandémie | Annulés à cause de la pandémie | Annulés à cause de la pandémie | Annulés à cause de la pandémie                | Annulés à cause de la pandémie | Annulés à cause de la pandémie |
| 17 | 2019  | Nakhon Ratchasima | Thaïlande      | Chine                          | Chine                          | Xiang Peng                     | Miyu Nagasaki                  | Liu Yebo Xu Yingbin (de)                      | Miyu Nagasaki Miyuu Kihara     | Yukiya Uda Miyuu Kihara        |
| 16 | 2018  | Bendigo           | Australie      | Chine                          | Chine                          | Xu Haidong (de)                | Qian Tianyi                    | Xiang Peng Xu Haidong (de)                    | Huang Fanzhen Shi Xunyao       | Xu Yingbin (de) Shi Xunyao     |
| 15 | 2017  | Riva del Garda    | Italie         | Chine                          | Chine                          | Xue Fei (de)                   | Sun Yingsha                    | Wang Chuqin Xue Fei (de)                      | Sun Yingsha Shi Xunyao         | Xue Fei (de) Wang Manyu        |
| 14 | 2016  | Le Cap            | Afrique du Sud | Japon                          | Japon                          | Tomokazu Harimoto              | Shi Xunyao                     | An Jae-hyun Cho Seung-min                     | Adina Diaconu Andreea Dragoman | Cho Seung-min Kim Ji-ho        |
| 13 | 2015  | Vendée            | France         | Chine                          | Chine                          | Liu Dingshuo (en)              | Wang Manyu                     | Wang Chuqin Xue Fei (de)                      | Chen Ke (de) Wang Manyu        | Kei Chen Xue Fei (de)          |
| 12 | 2014  | Shanghai          | Chine          | Chine                          | Chine                          | Yu Ziyang (de)                 | Wang Manyu                     | Lyu Xiang Xue Fei (de)                        | Chen Xingtong Liu Gaoyang      | Wang Chuqin Chen Xingtong      |
| 11 | 2013  | Rabat             | Maroc          | Chine                          | Chine                          | Jang Woo-jin                   | Gu Yuting (de)                 | Kong Lingxuan (de) Zhou Qihao (de)            | Gu Yuting (de) Liu Xi (de)     | Kong Lingxuan (de) Liu Xi (de) |
| 10 | 2012  | Hyderabad         | Inde           | Chine                          | Chine                          | Fan Zhendong                   | Zhu Yuling                     | Lin Gaoyuan Xu Chenhao (de)                   | Gu Yuting (de) Zhu Yuling      | Fan Zhendong Liu Gaoyang       |
| 9  | 2011  | Manama            | Bahrein        | Chine                          | Chine                          | Koki Niwa                      | Chen Meng                      | Song Hongyuan Zheng Peifeng                   | Chen Meng Gu Yuting (de)       | Song Hongyuan Chen Meng        |
| 8  | 2010  | Bratislava        | Slovaquie      | Chine                          | Japon                          | Song Hongyuan                  | Zhu Yuling                     | Asuka Machi (de) Koki Niwa                    | Gu Yuting (de) Zhu Yuling      | Wu Jiaji Gu Yuting (de)        |
| 7  | 2009  | Cartagène         | Colombie       | Chine                          | Chine                          | Fang Bo                        | Wu Yang (de)                   | Fang Bo Song Hongyuan                         | Chen Meng Gu Yuting (de)       | Fang Bo Gu Yuting (de)         |
| 6  | 2008  | Madrid            | Espagne        | Chine                          | Chine                          | Chen Chien-an                  | Cao Lisi                       | Yan An Song Hongyuan                          | Cao Lisi Wang Daqin            | Song Hongyuan Cao Lisi         |
| 5  | 2007  | Palo Alto         | États-Unis     | Chine                          | Chine                          | Jeong Sang-eun (de)            | Yang Yang                      | Song Shichao Yan An                           | Wen Jia Li Xiaodan             | Xu Ruifeng Mu Zi               |
| 4  | 2006  | Le Caire          | Egypte         | Chine                          | Chine                          | Kenta Matsudaira               | Feng Yalan                     | Jiang Haiyang Wu Hao                          | Wen Jia Mu Zi                  | Xu Ke Mu Zi                    |
| 3  | 2005  | Linz              | Autriche       | Japon                          | Chine                          | Patrick Baum                   | Ding Ning                      | Chiang Hung-chieh (de) Huang Sheng-Sheng (de) | Ding Ning Peng Xue             | Kang Dong-hoon Shim Se-rom     |
| 2  | 2004  | Kobe              | Japon          | Chine                          | Chine                          | Ma Long                        | Chang Chenchen (de)            | Seiya Kishikawa Jun Mizutani                  | Chang Chenchen (de) Liu Shiwen | Zhou Bin Liu Shiwen            |
| 1  | 2003  | Santiago          | Chili          | Chine                          | Chine                          | Li Hu                          | Li Qian                        | Seiya Kishikawa Minoru Muramori               | Li Xiaoxia Li Qian             | Zheng Changgong Li Xiaoxia     |

## Palmarès cadet
| N° | Année | Lieu              | Pays     | Par équipe | Par équipe | Simples         | Simples       | Doubles                      | Doubles                     | Doubles                       |
| N° | Année | Lieu              | Pays     | Garçons    | Filles     | Garçons         | Filles        | Garçons                      | Filles                      | Mixtes                        |
| -- | ----- | ----------------- | -------- | ---------- | ---------- | --------------- | ------------- | ---------------------------- | --------------------------- | ----------------------------- |
| 4  | 2024  | Helsingborg       | Suède    | Chine      | Chine      | Li Hechen       | Yao Ruixuan   | Li Hechen Tang Yiren         | Wu Ying-syuan Chen Min-Hsin | Li Hechen Yao Ruixuan         |
| 3  | 2023  | Nova Gorica       | Slovénie | Chine      | Japon      | Sun Yang        | Yuna Oijo     | Kuo Guan-Hong Hsu Hsien-Chia | Yuna Oijo Mao Takamori      | Tamito Watanabe Yuna Oijo     |
| 2  | 2022  | Tunis             | Tunisie  | Chine      | Chine      | Flavien Coton   | Yan Yutong    | Samuel Arpas Lei Balazs      | Yan Yutong Xiang Julin      | Alan Kurmangaliyev Hana Goda  |
| 1  | 2021  | Vila Nova de Gaia | Portugal | Russie     | Japon      | Sora Matsushima | Miwa Harimoto | Félix Lebrun Sora Matsushima | Hana Goda Miwa Harimoto     | Sora Matsushima Miwa Harimoto |

## Tableau des médailles par pays
En 2016
| Rang  | Pays               | Or | Argent | Bronze | Total |
| ----- | ------------------ | -- | ------ | ------ | ----- |
| 1     | Chine              | 79 | 42     | 56     | 178   |
| 2     | Japon              | 10 | 24     | 30     | 64    |
| 3     | Corée du Sud       | 5  | 15     | 29     | 49    |
| 4     | Taiwan             | 2  | 1      | 9      | 12    |
| 5     | Allemagne          | 1  | 2      | 18     | 21    |
| 6     | Roumanie           | 1  | 1      | 9.5    | 11.5  |
| 7     | France             | 0  | 2      | 7.5    | 2     |
| 8     | Hongrie            | 0  | 2      | 1      | 3     |
| 9     | Yougoslavie        | 0  | 2      | 0      | 2     |
| 10    | Hong Kong          | 0  | 1      | 10.5   | 1     |
| 11    | Russie             | 0  | 1      | 3      | 4     |
| 12    | Espagne            | 0  | 1      | 1      | 2     |
| 13    | Corée du Nord      | 0  | 1      | 0      | 1     |
| 14    | Portugal           | 0  | 1      | 1      | 2     |
| 15    | Angleterre         | 0  | 1      | 1      | 2     |
| 16    | Pologne            | 0  | 0      | 2      | 2     |
| 17    | États-Unis         | 0  | 0      | 2      | 2     |
| 18    | Croatie            | 0  | 0      | 1.5    | 1.5   |
| 19    | Serbie             | 0  | 0      | 1.5    | 1.5   |
| 20    | Canada             | 0  | 0      | 1      | 1     |
| 21    | République tchèque | 0  | 0      | 1      | 1     |
| 22    | Suède              | 0  | 0      | 1      | 1     |
| 23    | Inde               | 0  | 0      | 0.5    | 0.5   |
| 24    | Italie             | 0  | 0      | 0.5    | 0.5   |
| 25    | Slovénie           | 0  | 0      | 0.5    | 0.5   |
| Total | Total              | 98 | 97     | 190    | 385   |